# اسپایسی هورس
اسپایسی هورس (انگلیسی: Spicy Horse) شرکت بازی ویدئویی چینی است، که در سال ۲۰۰۷ تأسیس شد.